# سخيان (يافع)

تعديل مصدري - تعديل

سخيان هي إحدى قرى عزلة لبعوس بمديرية يافع التابعة لمحافظة لحج، بلغ تعداد سكانها 214 نسمة حسب تعداد اليمن لعام 2004.